# Parafia św. Jana Apostoła w Mogilnie
Parafia św. Jana Apostoła w Mogilnie jest jedną z 12 parafii leżącej w granicach dekanatu mogileńskiego. Parafia ma wspólny cmentarz wraz z parafią św. Jakuba Większego Apostoła.

## Rys historyczny
Parafia powstała w XI wieku wraz z przybyciem do Mogilna benedyktynów, którzy założyli w Mogilnie opactwo. Kościół pochodzi z 2 poł. XI wieku. 
Od 1 stycznia 2014 parafia przeszła pod opiekę kapucynów prowincji warszawskiej.

## Dokumenty
Księgi metrykalne: 
- ochrzczonych od 1945 roku
- małżeństw od 1945 roku
- zmarłych od 1945 roku

## Zasięg parafii
Ulice Mogilna na obszarze parafii: Benedyktyńska – numery nieparzyste, Grobla, Jagiełły numery nieparzyste, Łąkowa, Mickiewicza, Niezłomnych, Polna, Powstańców Wlkp., Poznańska, Prusa, Przesmyk, Rynek – numery nieparzyste, Sądowa, Sienkiewicza, Witosa, Plac Wolności –
numery nieparzyste.
Miejscowości na obszarze parafii: Bąbowo, Bystrzyca, Dąbrówka, Olsza, Szczeglin, Żabno (część), Żabienko (część).